# Doi Shuta
Shuta Doi (sinh ngày 29 tháng 2 năm 1996) là một cầu thủ bóng đá người Nhật Bản.

## Sự nghiệp câu lạc bộ
Shuta Doi đã từng chơi cho FC Machida Zelvia.